# Antonio Maquilón
Antonio Maquilón Badaracco (* 29. November 1902 in Lima; † 20. April 1984) war ein peruanischer Fußballspieler. Er nahm an der ersten Fußball-Weltmeisterschaft 1930 in Uruguay teil.

## Karriere
Maquilón spielte zu Beginn seiner Karriere für Sportivo Tarapacá Ferrocarril, damals noch in Callao ansässig. In der ersten vom peruanischen Verband organisierten Meisterschaft 1926 wurde er mit seinem Klub Vizemeister. 1927 schloss er sich Circolo Sportivo Italiano aus der Hauptstadt Lima an. Nach zwei Spielzeiten kehrte er zu Sportivo Tarapacá zurück. 1931 wechselte er zurück nach Callao zu Atlético Chalaco, wo er 1935 seine Karriere beendete. Er war auch Teil des Combinado del Pacífico, einer Mannschaft, die 1933 durch Europa tourte, bestehend aus 16 peruanischen und vier chilenischen Spielern.
Er nahm mit der peruanischen Nationalmannschaft an der Südamerikameisterschaft 1927 im eigenen Land und 1929 in Argentinien teil. Maquilón bestritt bei beiden Turnieren insgesamt fünf Spiele.
Bei der Weltmeisterschaft 1930 stand er ebenfalls im peruanischen Aufgebot. Dort kam er im zweiten Vorrundenspiel gegen den späteren Weltmeister Uruguay zum Einsatz, in dem er seine Mannschaft als Kapitän auf das Spielfeld führte.